# Reino de Gorkha (1559–1768)
O Reino de Gorkha (em nepali:  गोरखा राज्य), também conhecido como Confederação Gorkha (em nepali:  गोर्खा महासंघ) ou Império Gorkha (em nepali:  गोर्खा साम्राज्य) foi um estado membro do Chaubisi Rajya, uma confederação de 24 estados, localizada na intersecção do Himalaia e do subcontinente indiano. Em 1743, o reino iniciou uma campanha de expansão militar, anexando vários vizinhos e tornando-se o atual Nepal. 
O Reino de Gorkha se estendia até o Rio Marshyangdi, no oeste, formando sua fronteira com o Reino de Lamjung. A leste, o reino se estendia até o rio Trishuli, formando sua fronteira com a Mandala do Nepal.  O Reino de Gorkha foi estabelecido em 1559 pelo Príncipe Dravya Xá, o segundo filho do Rei Yasho Brahma Xá de Lamjung. Dravya Xá substituiu o Rei Magar Mansingh Khadka Magar que anteriormente governava a região. 

## Origem
A fundação dos gorkhas não escapou à influência dos Newars. Um dos primeiros governantes do Xá foi Rishi-raj Rana-Ji, da dinastia Lunar (um descendente dos Newars). Ele foi feito governante de Chittorgarh e recebeu o título de Bhattarak.  A dinastia lunar permaneceu no poder por treze gerações. Então, os muçulmanos Yavanas tomaram o poder. O Bhattarak teve que abdicar e só pôde manter seu nome de família de casta, Rana-ji . Os rajas foram intitulados Rana-Ji por quatro gerações e Rana-ji Rava por mais dezessete gerações.
Aquebar, o imperador Mogol (1542-1605) desejava se casar com a filha de Fatte Sinha Rana-Ji Rava. Akbar foi recusado porque ele não era hindu, mas sim de uma religião diferente (o islamismo). Essa decisão levou à guerra. Muitos rajaputes, incluindo Fatte Sinha Rana-ji Rava, foram mortos. Os sobreviventes da guerra foram liderados por Udaybam Rana-Ji Rava. Eles fundaram um assentamento chamado Udaipur. 
Manmath Rana-Ji Rava foi para Ujjain. Seu filho Bhupal Ranaji Rao foi para Ridi, nas colinas do norte em 1495 (Era Saka 1417), para Sargha e depois para Khium em Bhirkot. Lá, ele cultivou a terra. O novo governante de Khium teve dois filhos, Kancha e Micha.  O bartabandha (a tomada do fio bharmânico) foi realizado. Foram feitos planos para que os meninos se casassem com as filhas dos Raghuvanshi rajaputes. Kancha, o filho mais velho, foi para Dhor. Ele conquistou Magarat e reinou sobre Garhon, Sathum e Birkot. Micha, o filho mais novo, foi para Nuwakot, no extremo oeste, e tornou-se governante lá. 

De Micha, uma dinastia de sete rajas começou em Nuwakot. Kulamandan tornou-se governante de Kaski, desbancando o rei Gurung local. Ele foi favorecido e se tornou Xá, sucedendo seu pai. Kalu, o segundo filho, foi enviado para Dura Danda em Lamjung a pedido do povo para se tornar seu rei. Kalu foi morto pela tribo Sekhant, que eram os ancestrais dos atuais Gurungs. Na década de 1500, outro filho, Yasobramha, tornou-se governante de Lamjung depois de chegar a um acordo com os Gurungs.  O segundo filho de Yasobramha, Dravya Shah, conquistou o reino de Ligligkot do rei Magar Dalshur Ghale Magar. Gangaram Rana Magar também ajudou Drabya Shah. Naquela época, em Gorkha, a área de Uppallokot (forte na parte superior) e a área de Tallokot (forte na parte inferior) de Gorkha eram governadas pelo rei Magar Mansingh Khadka Magar e pelo rei Dalshur Ghale Magar. Khadka Magar é um subclã do clã Rana Magar e (Ghale Magar) subclã do clã saru-Thapa-Magar. Depois que Dravya Shah capturou Liglig-kot do rei Dalshur Ghale Magar, ele capturou Gorkha-kot, outra área de Magarat do rei Magar Mansingh Khadka Magar em 1559 dC e nomeou o reino recém-descoberto Gorkha.  O antigo nome Gor-kha é derivado de Gorakhnath. 

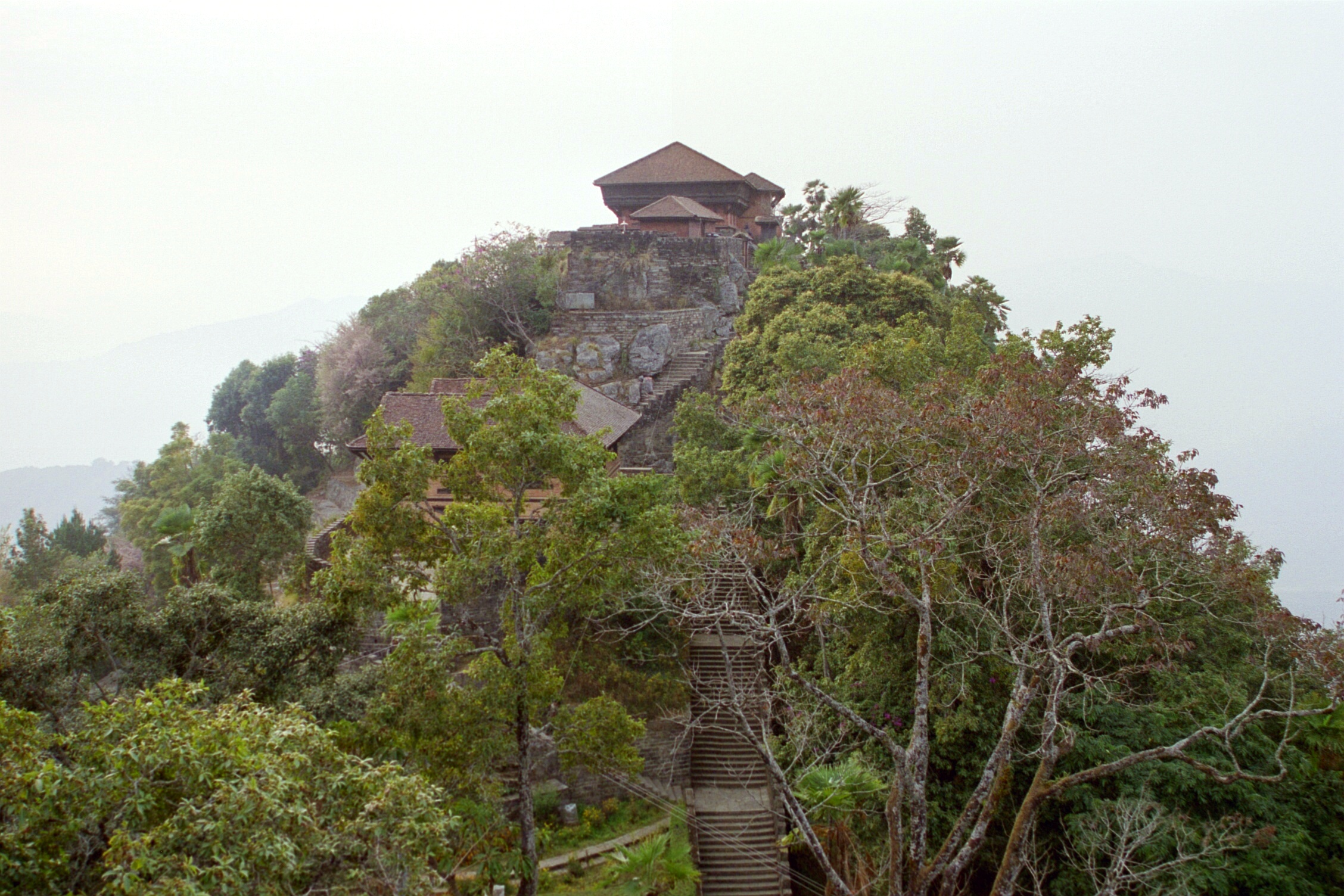
O Darbar do velho rei em Gorkha
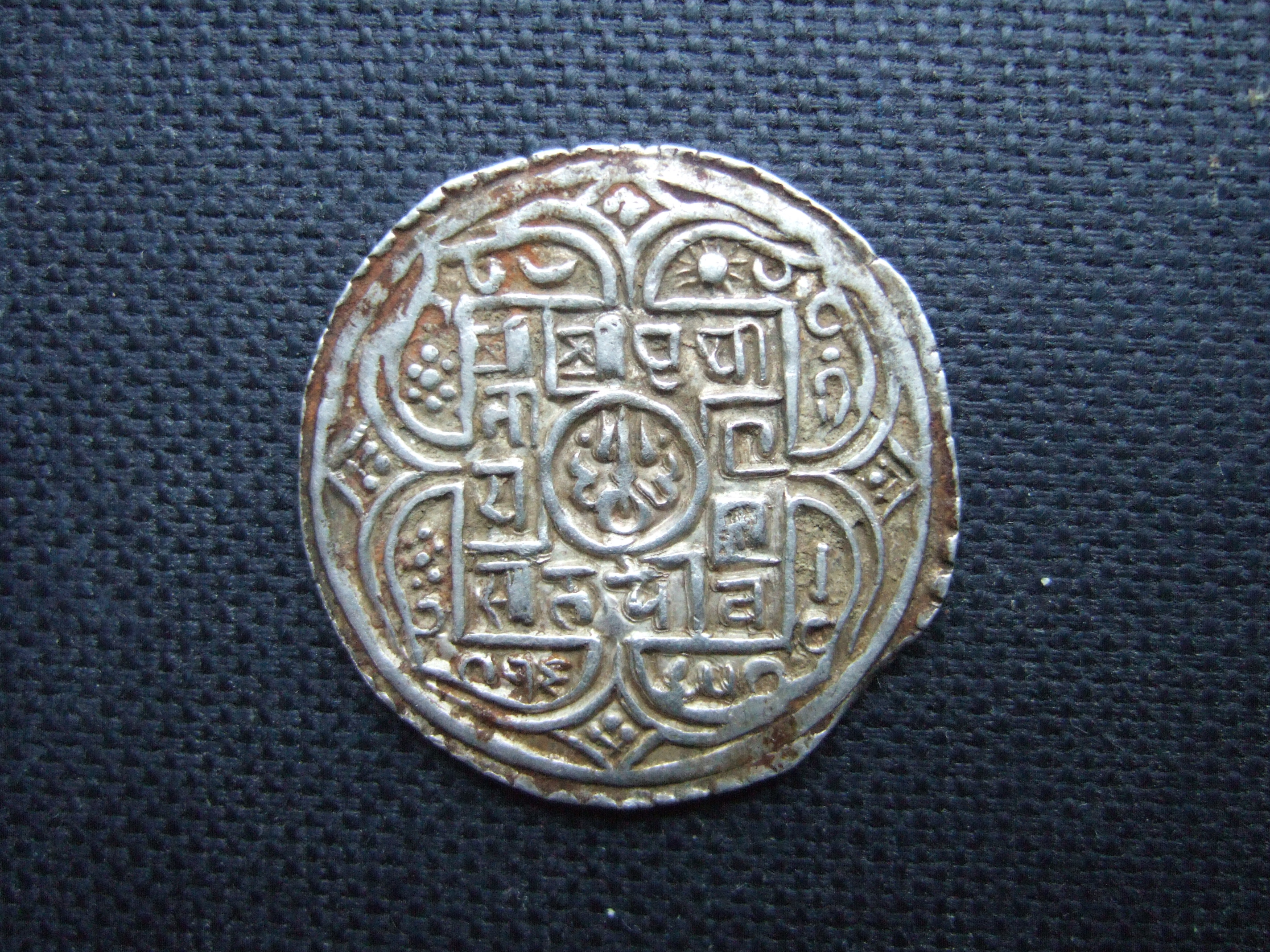
Mohar do Rei de Gorkha, Prithvi Narayan Shah, datado da Era Saka (1763)

## Campanha de expansão
A partir de 1736, os Gorkhalis se envolveram em uma campanha de expansão iniciada pelo Rei Nara Bhupal Xá, que foi continuada por seu filho, o Rei Prithvi Narayan Shah e seu neto, o Príncipe Bahadur Xá. Ao longo dos anos, eles conquistaram enormes extensões de terra a leste e oeste de Gorkha.  
Entre suas conquistas, a aquisição mais importante e valiosa foi a rica confederação Newar da Mandala Nepalesa. centrada no Vale de Catmandu. A partir de 1745, os gorkhalis montaram um bloqueio na tentativa de submeter a população à fome, mas os habitantes resistiram.
Os Newars apelaram à ajuda da Companhia Britânica das Índias Orientais e, em 1767, esta enviou uma expedição sob o comando do Capitão Kinloch, que terminou em fracasso.  As três capitais Newar, Catmandu, Lalitpur e Bhaktapur, caíram para os Gorkhalis entre 1768 e 1769. O rei Gorkhali posteriormente mudou sua capital para Catmandu. 
Em 1788, os Gorkhalis voltaram a sua atenção para o norte e invadiram o Tibete.  Eles tomaram as cidades fronteiriças de Kyirong e Kuti e forçaram os tibetanos a pagar um tributo anual. Quando os tibetanos pararam de pagar, os gorkhalis invadiram o Tibete novamente em 1791 e saquearam o Mosteiro de Tashilhunpo em Shigatse. Desta vez, o exército chinês veio em defesa do Tibete e avançou perto de Kathmandu, mas não conseguiu obter sucesso devido ao forte contra-ataque.  O ansioso Bahadur Shah pediu 10 obuses de montanha da Companhia Britânica das Índias Orientais. O capitão William Kirkpatrick chegou a Kathmandu, mas o acordo não foi fechado devido a circunstâncias desfavoráveis para os Gorkhalis.  Eventualmente, Fu Kanggan estava interessado em proteger seu exército e a guerra, sendo infrutífera, foi concluída com a assinatura de um tratado de paz em Betrawati.  
Uma guerra posterior entre Nepal e Tibete foi travada de 1855 a 1856 no Tibete entre as forças do governo tibetano (Ganden Phodrang, então sob o governo administrativo da dinastia Qing) e o exército invasor nepalês, resultando na vitória do Nepal. 
O domínio Gorkha atingiu seu auge no início do século XIX, estendendo-se ao longo do sopé do Himalaia, de Kumaon e Garhwal, no oeste, até Sikkim, no leste. Eles foram obrigados a devolver grande parte dos territórios ocupados após sua derrota na Guerra Anglo-Nepalesa (1814-1816).  

## De Gorkha para Nepal

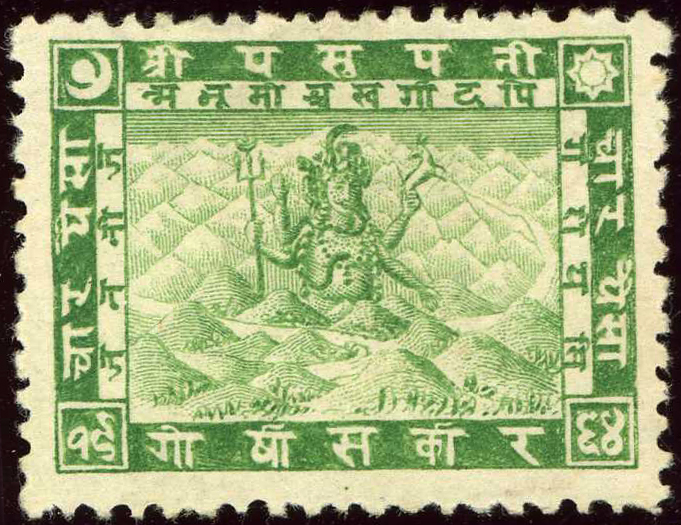
Selo postal emitido pelo governo de Gorkha em 1907

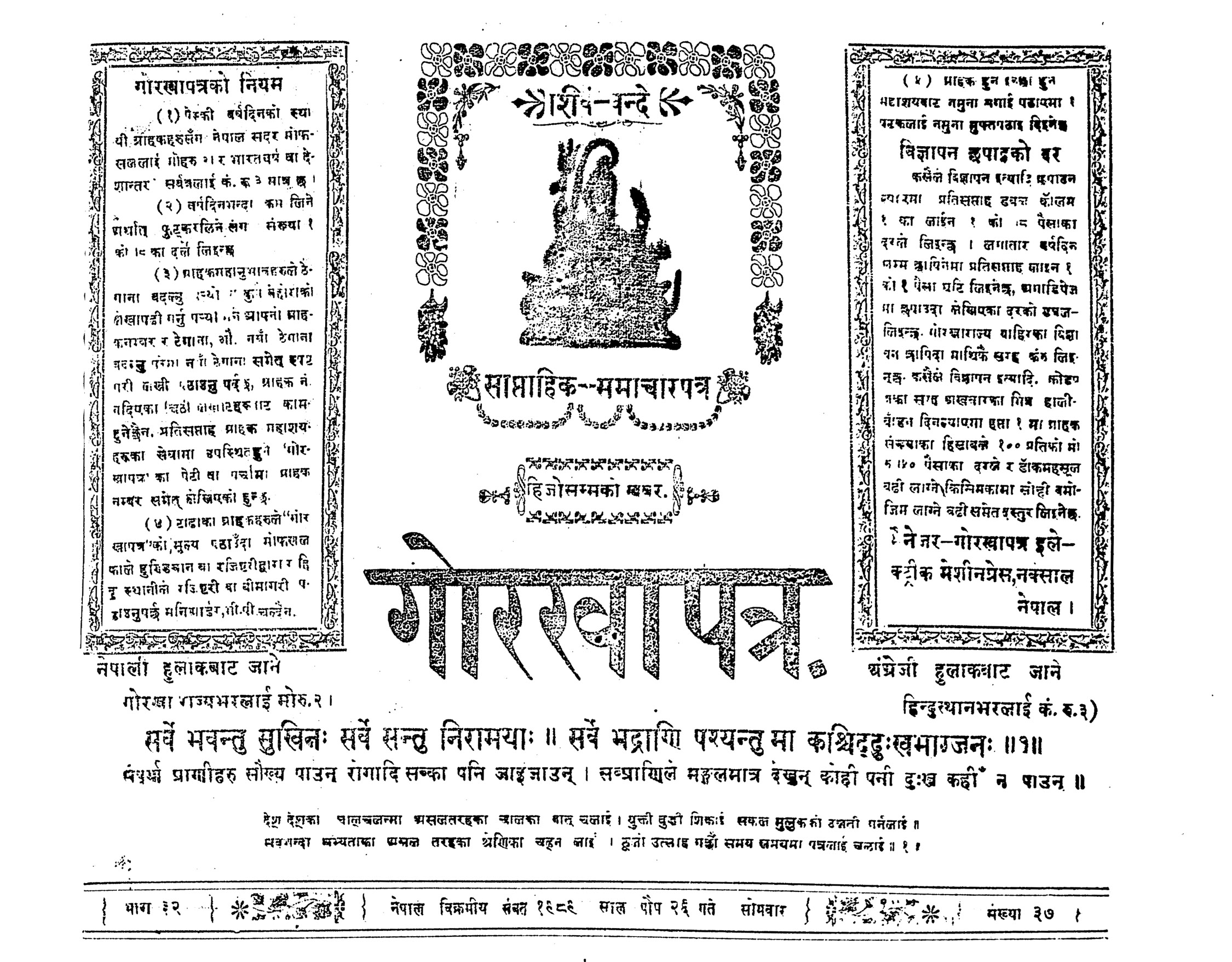
Gorkhapatra datado de 9 de janeiro de 1933

O domínio Gorkha continuou a ser conhecido como "Gorkha Rajya" (lit.  "Reino de Gorkha") até o início do século XX. Historicamente, o nome "Nepal" se referia principalmente ao vale de Catmandu, a terra natal dos Newars. Desde a década de 1930, o estado começou a usá-lo para se referir a todo o país e 'Nepal Khaldo' (Vale do Nepal) tornou-se 'Vale de Catmandu'.   O nome Gorkha Sarkar (que significa governo Gorkha) também foi alterado para governo do Nepal.
Da mesma forma, a língua gorkhali foi renomeada como nepali em 1933.  O termo Gorkhali no antigo hino nacional intitulado "Shreeman Gambhir" foi alterado para nepali em 1951.  O jornal do governo, lançado em 1901, ainda é conhecido como Gorkhapatra (que significa diário de Gorkha).
A dinastia Xá governou o Nepal até 2008, quando se tornou uma república após um movimento popular.  Hoje, o Distrito de Gorkha, que corresponde aproximadamente ao antigo reino, é um dos 77 distritos administrativos do Nepal.

## Gurkhas

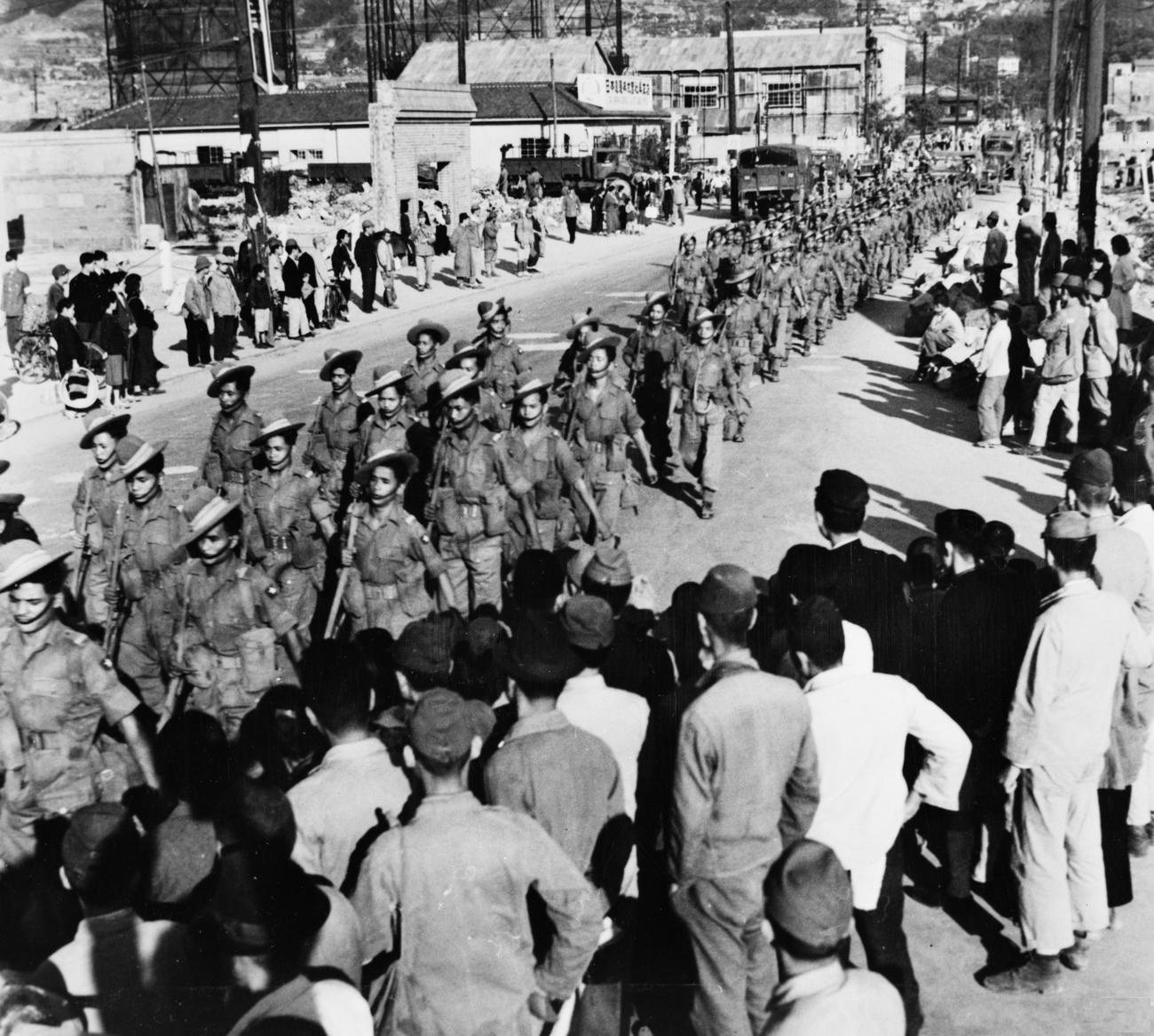
Soldados Gurkha chegam ao Japão em 1946 como parte das forças de ocupação aliadas

Não devem ser confundidos apenas com os habitantes do antigo Reino de Gorkha, os Gurkhas também são unidades militares do exército britânico ou indiano (onde são conhecidos como Gorkhas) alistados no Nepal e na Índia. Sua história remonta à Guerra Anglo-Gorkha e ao Tratado de Sugauli de 1816. Permitiu que a Companhia Britânica das Índias Orientais recrutasse homens das colinas do Reino de Gorkha para servir como mercenários. 
Durante a Segunda Guerra Mundial (1939–1945), um total de 250.280 Gurkhas serviram em 40 batalhões, além de oito batalhões do Exército Nepalês, além de unidades de paraquedistas, treinamento, guarnição e carregadores. Eles ganharam 2.734 prêmios de bravura e sofreram cerca de 32.000 baixas em todos os teatros. 